# Giangirolamo II Acquaviva d'Aragona
Giangirolamo II Acquaviva d'Aragona (Conversano, 1600 – Barcellona, 14 maggio 1665) è stato un politico, militare,  nobile e mecenate italiano.
Era detto il "Guercio" oppure il "Guelfo di Puglia". Fu il 20º conte di Conversano; alla morte dei genitori, che erano lontani cugini tra loro, unificò le due linee dinastiche e divenne il 7º duca di Nardò: fu il primo a disporre di entrambi i titoli.

## Biografia

### Il conte di Conversano
Figlio di Giulio I Acquaviva d'Aragona (1607-1626), conte di Conversano, e di Caterina Acquaviva d'Aragona, pronipote di Belisario I duca di Nardò e a sua volta duchessa; fu il secondo a portare questo nome dopo il suo bisnonno Giangirolamo I (1521-1592). Ebbe cinque fratelli: quattro furono monache e la maggiore di esse, Donata, fu badessa mitrata del monastero di San Benedetto a Conversano; la Madre Superiora, infatti, esercitava il potere temporale quale signora di Castellana Grotte), caso unico per una religiosa. Succedette al padre nel 1626, mentre alla morte della madre nel 1636 divenne duca di Nardò, unificando le due linee dinastiche della famiglia. Mantenne entrambi i ruoli fino al 1665, anno della sua morte.
Sposò il 4 aprile 1622 la contessa Isabella Filomarino dei principi della Rocca (1605-1679); da questa unione nacquero cinque figli: Giulio, Cosmo (conte di Conversano per soli dieci giorni, morto in un famoso duello), Caterina, Anna e Tommaso. Isabella dimostrò a sua volta apprezzabili capacità di governo, tenendo la reggenza della contea per l'intero periodo della detenzione dello sposo a Madrid (1644 - 1647 e poi 1649-1665), coadiuvata dal figlio Cosmo e, dopo la morte di questi e del "Guercio", in nome del nipote Giangirolamo III, insieme alla nuora Maria di Capua.
Popolarmente soprannominato il "Guercio" a causa di un presunto difetto visivo (non riscontrabile nelle fonti), Giangirolamo è tradizionalmente ricordato come un uomo malvagio, vendicativo e per questo assai temuto. Ancora oggi sopravvivono cupe leggende sul suo conto, non sorrette da fonti valide: si narra ad esempio che si avvalesse dello ius primae noctis, tanto che tuttora i conversanesi si dicono figli del conte. Ancora, si narra che per esercitazione sparasse dalla torre del castello alle donne che attingevano l'acqua dai pozzi, o che facesse scuoiare i suoi nemici per tappezzare con le loro pelli le poltrone che nel casino di caccia di Marchione potevano vedersi fino ai primi del Novecento. Fu un uomo molto religioso: introdusse nelle sue terre il culto dei Santi Cosma e Damiano e accolse numerosi ordini monastici, costruendo chiese e conventi. Si distinse per uno spiccato mecenatismo: oltre ad allestire una sontuosa collezione di dipinti, ebbe al suo servizio un pittore di corte (Paolo Finoglio), caso praticamente unico nel notabilato del Regno di Napoli. Sul piano governativo contribuì a migliorare la vita dei contadini conversanesi istituendo la colonia agricola detta Casal Nuovo; negli altri feudi reintrodusse invece la bagliva, una tassa in disuso dal tardo medioevo, cosa che gli procurò notevole malcontento.
La residenza del conte era soprattutto il castello di Conversano, ma trascorreva alcuni periodi anche nel casino di caccia di Marchione, nel Castello di Nardò e ad Alberobello in un palazzetto-taverna fatto costruire da lui stesso. Giangirolamo, invero, contribuì all'espansione di questo pittoresco paese, attirando i contadini dei territori vicini a risiedervi, anche la colonizzazione era già cominciata all'epoca in cui il suo avo Giulio Antonio ne aveva acquisito il feudo 1481. Il conte aveva inoltre la passione per i cavalli: la sua famiglia godeva di un pregiato allevamento (razza Lipizzano - Conversano), avviato dallo stesso Giulio Antonio I nel 1456.
La vita di Giangirolamo Acquaviva d'Aragona fu costellata di guerre, battaglie e misfatti. Già nel 1617, giovanissimo, guidò l'esercito di suo padre in una battaglia contro i Turchi per la liberazione di Manfredonia. Nel 1639 tentò di far ricadere sotto il suo controllo le elezioni del sindaco dei nobili di Nardò, capoluogo del suo ducato, invalidandole e designando a tale carica un suo intendente; il sindaco regolarmente eletto Francesco Maria Manieri presentò ricorso presso il Consiglio Collaterale, ma fu per questo fatto uccidere dal conte. Avendo dunque violato il regolamento regio (Prammatica Reale), nel 1643 fu arrestato e trasferito a Napoli, indi a Madrid.
Nel luglio-agosto 1647, all'indomani della rivolta di Masaniello, il conte fu scarcerato e inviato dal Viceré di Napoli a domare i tumulti scoppiati a Nardò e Lecce. Dopo il fallimento della trattativa affidata a un suo lontano cugino, il vescovo di Lecce Luigi Pappacoda, tra il 3 e il 6 agosto 1647 invase le campagne di Nardò con 4000 soldati armati e, oltre ad arrestare e processare i capi della rivolta, ne approfittò per eliminare alcuni avversari tra cui l'arciprete G. Filippo Nuccio e quattro prelati che vennero archibugiati e decapitati il 20 agosto 1647.

### Prigionia, reggenza della contessa Isabella e morte del "Guercio"

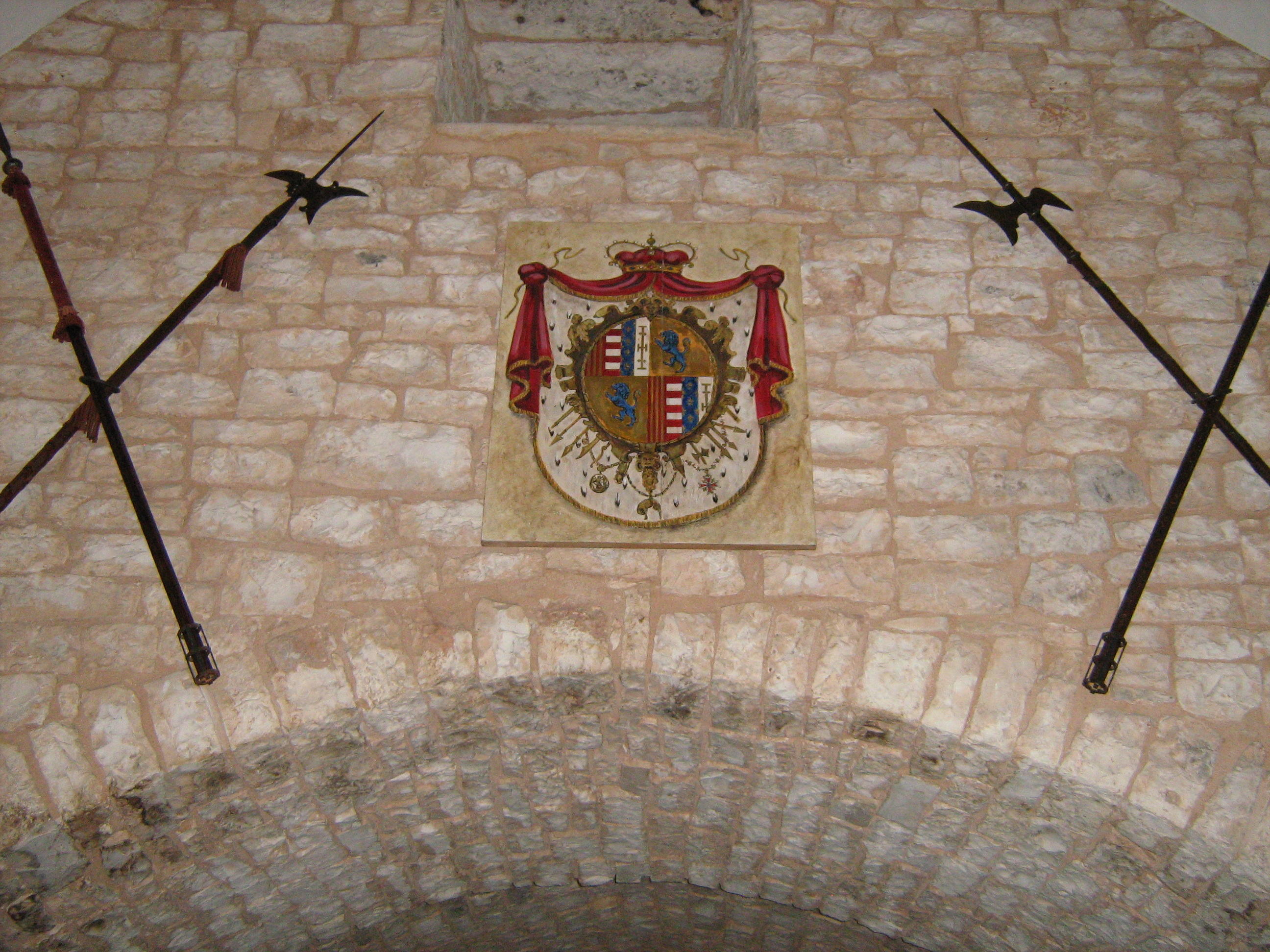
Lo stemma degli Acquaviva d'Aragona (castello di Marchione)

Nel 1649, in seguito a nuovi e gravi abusi feudali, Giangirolamo fu di nuovo condotto a Madrid e rinchiuso in carcere, dove rimase per 16 anni, fino al 1665. In quell'anno, mentre si accingeva a rientrare in patria, morì a 65 anni sulla via per Barcellona, forse a causa della malaria (non sono documentate le cause del decesso). Il corpo fu imbalsamato e tumulato nella cappella del Rosario del monastero di San Benedetto a Conversano.
La contessa Isabella, sua moglie, gli sopravvisse per 14 anni e continuò a mantenere la reggenza dapprima in sua vece, poi in nome del figlio Cosimo, morto dopo dieci giorni dall'insediamento in un famoso duello contro il duca di Martina Franca Petracone V Caracciolo, poi ancora per il nipote Giangirolamo III, ancora minorenne. Morì nel 1679.
Il ramo degli Acquaviva di Conversano, originato come gli altri dalla Baviera, si estinse nel 1967 con la scomparsa della duchessa Giulia, ultima discendente di Giangirolamo e Isabella.
Il "Guercio", inoltre, era famoso per il piglio da combattente e la tendenza ad acuire le discordie, ma il suo nome viene associato anche alle arti e alla cultura, poiché fu mecenate di letterati e pittori. Si ricorda tra questi Paolo Finoglio, pittore di scuola napoletana, che eseguì su incarico del conte dieci tele sulla Gerusalemme liberata, attualmente custodite nella Pinacoteca comunale di Conversano.
Questo ricco, nobile ed intelligente uomo aveva, tra i primi del Seicento, compreso che l'arte poteva essere un mezzo di comunicazione di alto livello, in quanto attraverso essa si sarebbero potuti trasmettere - quasi in modo subliminale - i messaggi che egli intendeva inviare a quanti ne usufruivano; non per nulla anche nelle commissioni religiose egli frapponeva il suo giudizio e la sua volontà.

## Galleria d'immagini

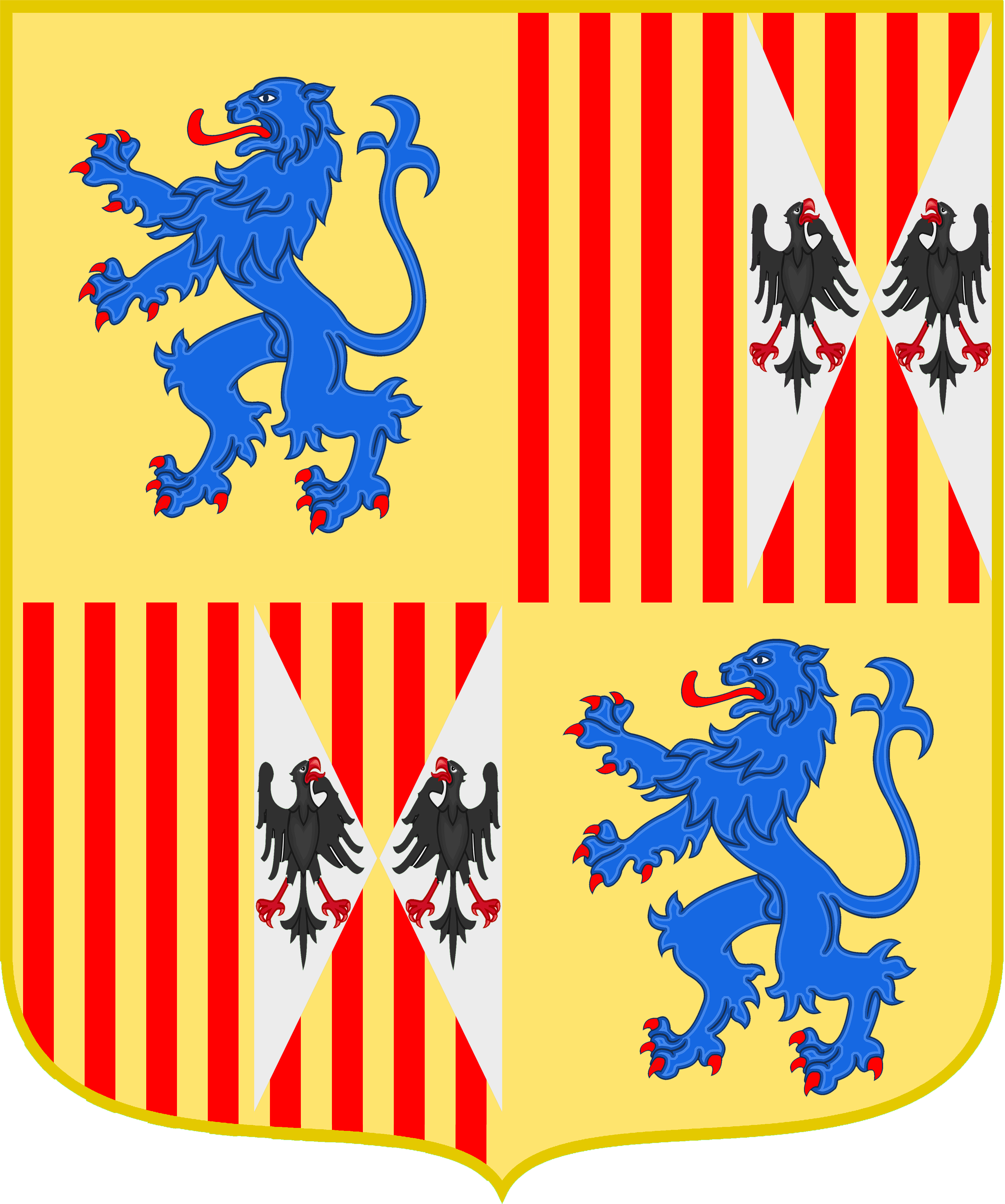
L'arme degli Acquaviva
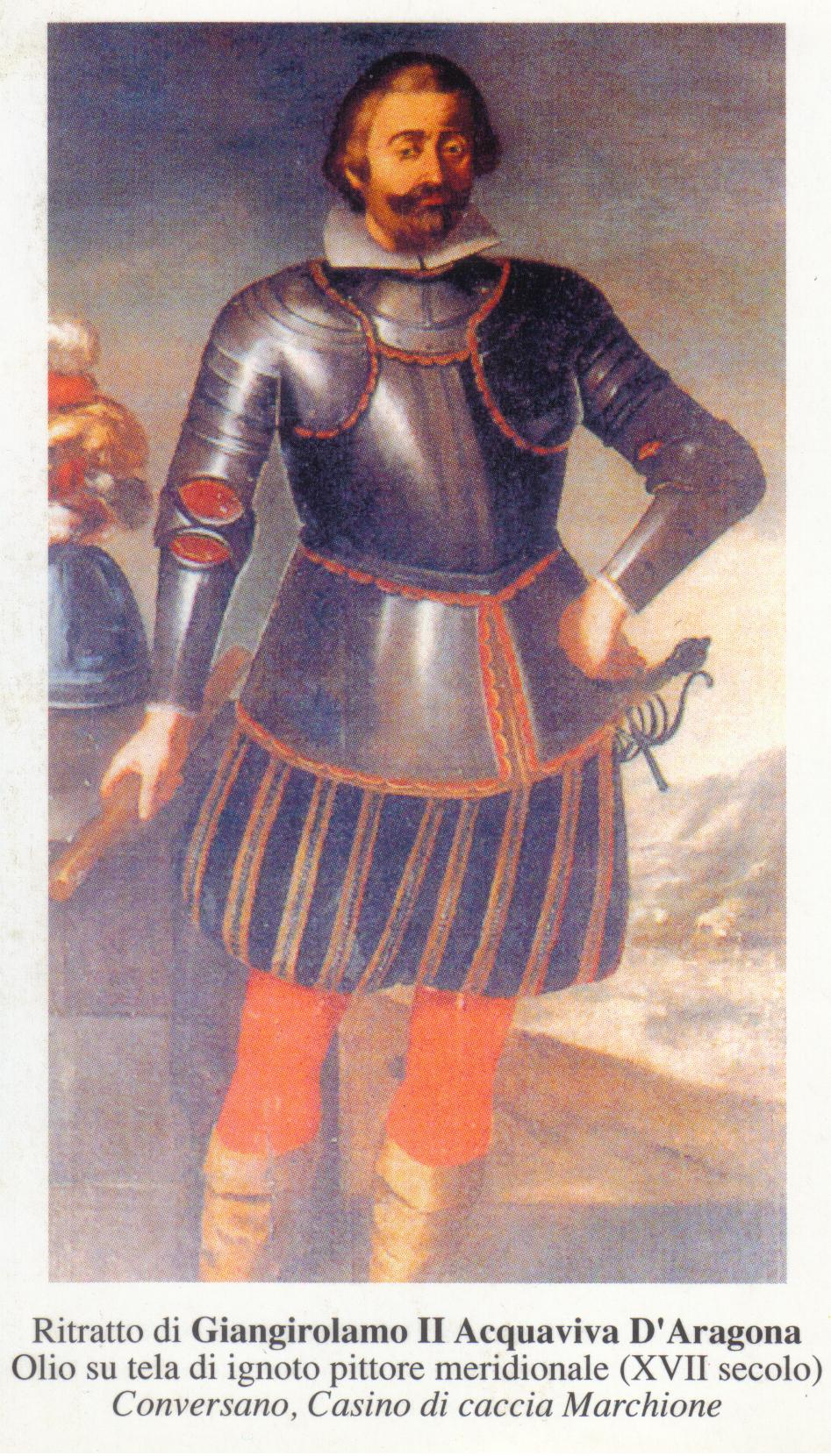
Giangirolamo II (?)
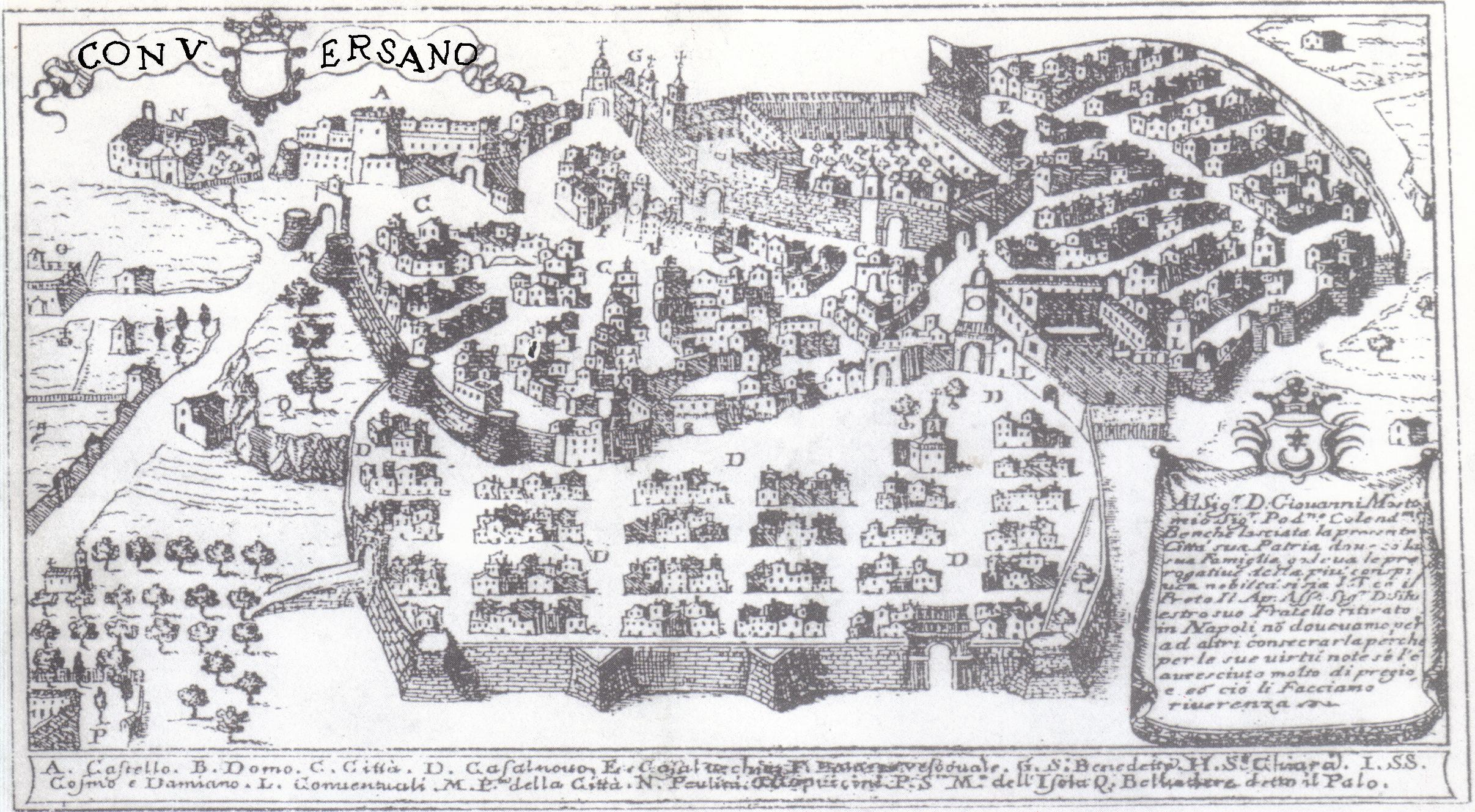
Conversano nel XVII Secolo.
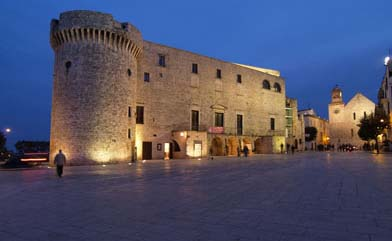
Il castello di Conversano, principale residenza degli Acquaviva d'Aragona.